# Le Nain du cardinal de Granvelle
Le Nain du cardinal de Granvelle est une œuvre du peintre Antonio Moro, peinte en 1560, conservée au musée du Louvre. L'œuvre est également connue sous le nom de Le Nain du cardinal de Granvelle tenant un gros chien.

## Description
Le tableau représente un nain somptueusement vêtu, avec une épée à ses côtés et tenant d'une main une marotte. Son autre main repose sur l'encolure d'un dogue qui met en évidence la petite taille du nain. Ce dernier fixe le spectateur d'un regard sévère.
Les armoiries sur le collier du chien ont été identifiées en 1899 comme étant celles du cardinal Antoine Perrenot de Granvelle, ministre de Charles Quint et évêque d'Arras.
L'œuvre a fait partie de la collection de Louis XIV, après avoir été saisie dans la collection du surintendant Nicolas Fouquet.